# Hans Ziech
Hans W.C. Ziech (Wassenaar, 10 mei 1943) is een Nederlands basgitarist. Hij is bekend van de groep Earth & Fire.
Ziech werd geboren als zoon van een marineofficier die sneuvelde tijdens de Tweede Wereldoorlog. Hij groeide op in een vrijzinnig en academisch milieu en studeerde enkele jaren wiskunde aan de Universiteit Leiden.
Nadat hij in 1958 via Radio Luxembourg voor het eerst rock-'n-rollmuziek hoorde, maakte hij deel uit van schoolbandjes. In 1965 trad hij voor het eerst op. Hij speelde in de Voorburgse band The Green Onions en vervolgens in The Soul. In 1967 werd Ziech tijdens een optreden door Chris Koerts benaderd, die een basgitarist zocht voor zijn band Opus Gainfull. Drummer Cees Kalis van The Soul trad ook toe en de naam van de groep werd in 1968 veranderd in Earth & Fire.
Ziech werd in 1974 als basgitarist vervangen door Theo Hurts, maar bleef tot 1981 teksten schrijven voor de groep. Hij ging bij Elsevier werken en later bij Luitingh-Sijthoff.